# Campeonato de Tercera División 1940 (Argentina)
El Campeonato de Tercera División de 1940 fue el torneo que constituyó la sexta temporada de la tercera división de argentina en la era profesional de la rama de los clubes directamente afiliados a la AFA y la sexta edición de la Tercera División bajo esa denominación. Fue disputado por 10 equipos.
El nuevo participante fue Sportivo Buenos Aires, descendido de la Segunda División.
Se consagró campeón Nueva Chicago y obtuvo el único ascenso. No hubo descendidos ya que no existía categoría inmediatamente inferior.

## Ascensos y descensos
| Desafiliados |
| ------------ |
| No hubo      |

| Posición | Ascendidos a la Segunda División 1940 |
| -------- | ------------------------------------- |
| 1.º      | Boulogne                              |

| Nuevos afiliados |
| ---------------- |
| No hubo          |

| Posición | Descendido de la Segunda División 1939 |
| -------- | -------------------------------------- |
| 17.º     | Sportivo Buenos Aires                  |

- De esta manera, el número de participantes se mantuvo en 10.

## Equipos
| Equipo                | Ciudad          |
| --------------------- | --------------- |
| Bella Vista           | Bella Vista     |
| Central Argentino     | Villa Maipú     |
| Deportivo Huracán     | San Justo       |
| Estrella Blanca       | Lanús           |
| J. J. de Urquiza      | Caseros         |
| Marplatense           | Lanús           |
| Nueva Chicago         | Buenos Aires    |
| Sportivo Alsina       | Valentín Alsina |
| Sportivo Buenos Aires | Buenos Aires    |
| Sportivo Palermo      | Villa Lynch     |

### Distribución geográfica de los equipos
| Región                        | Cant. | Equipos                                                 |
| ----------------------------- | ----- | ------------------------------------------------------- |
| Partido de Lanús              | 3     | Estrella Blanca, Marplatense y Sportivo Alsina          |
| Ciudad de Buenos Aires        | 3     | Nueva Chicago, Sportivo Buenos Aires y Sportivo Palermo |
| Partido de La Matanza         | 1     | Deportivo Huracán                                       |
| Partido de General San Martín | 1     | Central Argentino                                       |
| Partido de San Miguel         | 1     | Bella Vista                                             |
| Partido de Tres de Febrero    | 1     | J. J. de Urquiza                                        |

## Formato
Los 10 clubes se enfrentaron entre sí a dos ruedas por el sistema de todos contra todos. Al finalizar el torneo, el ganador se consagró campeón y obtuvo el único ascenso en disputa a la Segunda División. No hubo descensos ya que no había categoría inmediatamente inferior.

## Tabla de posiciones final
| Pos. | Equipo                | Pts. | PJ | PG | PE | PP | GF | GC | Dif. |
| ---- | --------------------- | ---- | -- | -- | -- | -- | -- | -- | ---- |
| 1.º  | Nueva Chicago         | 32   | 18 | 15 | 2  | 1  | 56 | 13 | 43   |
| 2.º  | Sportivo Alsina       | 25   | 18 | 11 | 3  | 4  | 58 | 24 | 34   |
| 3.º  | Central Argentino     | 25   | 18 | 11 | 3  | 4  | 38 | 27 | 11   |
| 4.º  | Bella Vista           | 21   | 18 | 9  | 3  | 6  | 38 | 31 | 7    |
| 5.º  | Sportivo Palermo      | 20   | 18 | 8  | 4  | 6  | 41 | 35 | 6    |
| 6.º  | Deportivo Huracán     | 18   | 18 | 7  | 4  | 7  | 30 | 32 | −2   |
| 7.º  | Sportivo Buenos Aires | 12   | 18 | 4  | 4  | 10 | 29 | 38 | −9   |
| 8.º  | Marplatense           | 12   | 18 | 3  | 6  | 9  | 15 | 43 | −28  |
| 9.º  | Estrella Blanca       | 9    | 18 | 3  | 3  | 12 | 19 | 58 | −39  |
| 10.º | J. J. de Urquiza      | 6    | 18 | 2  | 2  | 14 | 26 | 49 | −23  |

|  | Se consagró campeón y ascendió a Segunda División. |

### Evolución de las posiciones
| Equipo / Fecha        |     |      |      |      |     |      |      |     |      |      |      |      |      |      |      |      |      |      |
| Equipo / Fecha        | 01  | 02   | 03   | 04   | 05  | 06   | 07   | 08  | 09   | 10   | 11   | 12   | 13   | 14   | 15   | 16   | 17   | 18   |
| --------------------- | --- | ---- | ---- | ---- | --- | ---- | ---- | --- | ---- | ---- | ---- | ---- | ---- | ---- | ---- | ---- | ---- | ---- |
| Bella Vista           | 8.º | 4.º  | 4.º  | 4.º  | 3.º | 4.º  | 3.º  | 2.º | 4.º  | 5.º  | 5.º  | 4.º  | 3.º  | 4.º  | 4.º  | 4.º  | 5.º  | 4.º  |
| Central Argentino     | 1.º | 1.º  | 2.º  | 2.º  | 2.º | 3.º  | 2.º  | 5.º | 2.º  | 2.º  | 2.º  | 2.°  | 2.°  | 2.°  | 2.º  | 2.º  | 3.°  | 3.º  |
| Dep. Huracán          | 4.º | 7.º  | 9.º  | 8.º  | 6.º | 4.º  | 3.º  | 2.º | 4.º  | 5.º  | 6.º  | 6.º  | 6.º  | 6.º  | 6.º  | 6.º  | 6.º  | 6.º  |
| Estrella Blanca       | 8.º | 10.º | 10.º | 10.º | 9.º | 10.º | 10.º | 8.º | 8.º  | 8.º  | 8.º  | 8.º  | 9.º  | 9.º  | 9.º  | 9.º  | 9.º  | 9.º  |
| Justo José de Urquiza | 1.º | 4.º  | 8.º  | 8.º  | 9.º | 9.º  | 9.º  | 9.º | 10.º | 10.º | 10.º | 10.º | 10.º | 10.º | 10.º | 10.º | 10.º | 10.º |
| Marplatense           | 4.º | 7.º  | 4.º  | 7.º  | 8.º | 8.º  | 8.º  | 8.º | 8.º  | 8.º  | 8.º  | 8.º  | 8.º  | 8.º  | 8.º  | 8.º  | 8.º  | 8.º  |
| Nueva Chicago         | 1.º | 1.º  | 1.º  | 1.º  | 1.º | 1.º  | 1.º  | 1.º | 1.º  | 1.º  | 1.º  | 1.º  | 1.º  | 1.º  | 1.º  | 1.º  | 1.º  | 1.º  |
| Sp. Alsina            | 8.º | 4.º  | 4.º  | 4.º  | 3.º | 4.º  | 3.º  | 6.º | 4.º  | 4.º  | 4.º  | 4.º  | 3.º  | 3.º  | 3.º  | 2.º  | 2.º  | 2.º  |
| Sp. Buenos Aires      | 4.º | 7.º  | 7.º  | 4.º  | 6.º | 4.º  | 7.º  | 7.º | 7.º  | 7.º  | 7.º  | 7.º  | 7.º  | 7.º  | 7.º  | 7.º  | 7.º  | 7.º  |
| Sp. Palermo           | 4.º | 3.º  | 3.º  | 3.º  | 3.º | 2.º  | 3.º  | 2.º | 2.º  | 2.º  | 2.º  | 3.º  | 5.º  | 5.º  | 4.º  | 5.º  | 4.º  | 5.º  |

### Desempate por el segundo puesto
Lo disputaron Sportivo Alsina y Central Argentino. El encuentro solo sirvió para desempatar, sin otorgar ningún beneficio al ganador.
| Sportivo Alsina                          | 3 - 1 | Central Argentino |
| Sportivo Alsina obtuvo el subcampeonato. |       |                   |

## Goleador
| Jugador              | Jugador        | Goles | Equipo        |
| -------------------- | -------------- | ----- | ------------- |
| Bandera de Argentina | Ángel Lomiento | 25    | Nueva Chicago |